# カイラ・ミューラー作戦
カイラ・ミューラー作戦（カイラ・ミューラーさくせん、英: Operation Kayla Mueller）は、2019年10月26日にアメリカ軍特殊部隊がISIL指導者アブー・バクル・アル＝バグダーディーの拠点を襲撃して殺害した作戦。長年の対テロ戦争はこれによって大きな節目を迎える事となった。
作戦名は、ISILに拉致拘束された後に死亡したアメリカ人女性、カイラ・ミューラーの名から採られた。

## 作戦前
ISILの指導者であるバグダーディーの拘束は、シリア・イラクでISILとの戦闘を行う有志連合やロシア、シリアなどの課題となっていた。2017年5月28日に行われたロシア連邦航空宇宙軍によるシリア空爆など、大規模な戦闘後に幾度か死亡説も出されたが消息はつかめないままとなっていた。
アメリカ合衆国やトルコ、イラクなどの関係者は2018年頃から拘束した複数のISILの幹部らからバグダーディーの所在に関する有力な情報を把握し始めた。この頃、バグダーディーは自身の居場所が検知されないようにシリア国内を転々とし、ぎっしりと野菜を積んで偽装したミニバスの車中で司令官らと組織の戦略について協議する状況にあった。
2018年6月2日、バグダーディーの第一夫人と娘ら10人がトルコ国内のハタイ県で拘束された。夫人からは、ISILの内部情報やバグダーディーに関する情報がもたらされた。
2019年5月までにクルド人が主導するシリア民主軍は、アメリカ中央情報局と連携しながらデリゾール県にてバグダーディーの所在を特定。最終的には工作員がバグダーディーの下着を持ち帰り、DNA鑑定を行い本人と特定した。その後、バグダーディーがイドリブ県に移動する最中も追跡と監視が行われた。作戦が実施される直前の2019年10月9日には、トルコ軍によるシリア侵攻が発生し、アメリカとクルド人勢力の関係が微妙なものとなったが、バグダーディーの監視は継続された。

## 作戦の経過

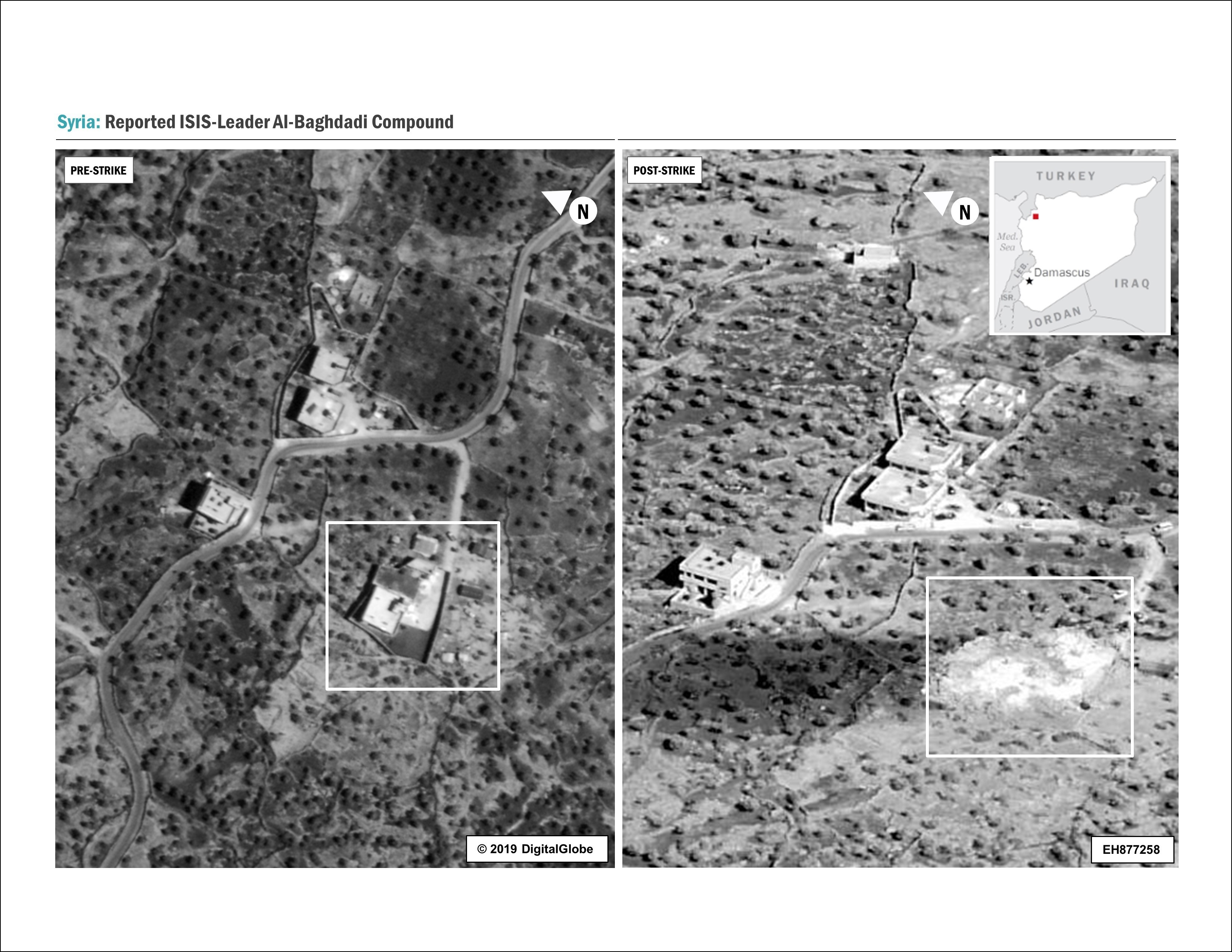
襲撃前（左）のバグダーディーの隠れ家。襲撃後（右）に破壊された。

2019年10月26日、アメリカ陸軍の特殊部隊（デルタフォースおよび第75レンジャー連隊の連隊偵察中隊(RRC)）は、イラク北部アルビールからナイトストーカーズの8機のヘリコプターに分乗してシリア北部へ向けて移動。移動にあたっては不用意な交戦に陥らないよう、シリアに展開しているロシア連邦軍側との間で事前調整も行われた。
ヘリコプターはイドリブ県ハーレム郡、バリシャ村近郊の隠れ家の近くに着陸、特殊部隊の隊員が家の壁を爆破して突入すると一方的な交戦状態となった。F-15戦闘機と無人攻撃機のMQ-9 リーパーを投入して空爆も行った。バグダーディーは3人の子供（後日、2人であると訂正されている）をつれてトンネル内に逃げ込み、自爆用のベストを起動して爆死。ISIL側の被害は、バクダーディーと子供のほか、戦闘員5人、バグダーディーの妻が死亡。2人の成人男性が捕虜となったほか11人の児童が解放された。アメリカ軍側の被害は、負傷者2人と爆発に巻き込まれた軍用犬コナンであった。

## バクダーディーの水葬
バグダーディーの遺体は現地で検視が行われた後に海上に持ち出されて水葬に付された。水葬に付した海域は明らかにされていない。2011年にアルカーイダの指導者ウサーマ・ビン・ラーディンが米軍特殊部隊によって殺害された際にも埋葬地を聖地化するのを防ぐために同様の措置が取られていた。